# Авиокатастрофа на „Илюшин Ил-76“ в Иран (2003 г.)
На 19 февруари 2003 г. самолет „Илюшин Ил-76“ се разбива в планински терен близо до град Керман в Иран. Самолетът на Аерокосмическите сили на Корпуса на гвардейците на ислямската революция с регистрация 15 – 2280 лети от Захедан до Керман, когато се разбива на 35 километра югоизточно от Керман. „Илюшин Ил-76“ превозва членове на Ислямската революционна гвардия, специална сила, която е независима от иранската армия, на неизвестна мисия.
Съобщава се за силен вятър в района на катастрофата, когато самолетът изчезва от радара; приблизително по същото време хора описват, че чуват силна експлозия. Веднага след катастрофата на мястото на инцидента са изпратени членове на Революционната гвардия и Червения полумесец. Два хеликоптера, които се опитват да достигнат мястото на инцидента, се връщат поради лошото време. Изграден е и кордон в района, ограничаващ достъпа на журналисти и граждани. На борда на полета няма оцелели сред 275-те пътници и екипаж. Към март 2024 г. катастрофата остава втората най-смъртоносна на иранска земя (след инцидента с иранския „Еърбъс“ през 1988 г.) и най-смъртоносната катастрофа на „Ил-76“.
Иранското правителство обвинява санкциите от страна на Съединените американски щати срещу Иран като една от причините за катастрофата, тъй като ограниченията затрудняват Иран да поддържа своите самолети. Разследващите смятат, че това е „контролиран полет в терен“, като се позовават на влошените метеорологични условия и силните ветрове. Според различни спекулации инцидентът е резултат от сблъсък във въздуха поради големия брой жертви („Ил-76“ обикновено превозва по-малко от 200 пътници). Терористична организация, наречена Бригадите „Абу-Бакр“, поема отговорност за катастрофата.